# Уневель
Уневель (пол. Unewel) — село в Польщі, у гміні Славно Опочинського повіту Лодзинського воєводства.
Населення — 208 осіб (2011).
У 1975-1998 роках село належало до Пйотрковського воєводства.

## Демографія
Демографічна структура станом на 31 березня 2011 року:
|          | Загалом | Допрацездатний вік | Працездатний вік | Постпрацездатний вік |
| -------- | ------- | ------------------ | ---------------- | -------------------- |
| Чоловіки | 104     | 15                 | 77               | 12                   |
| Жінки    | 104     | 17                 | 51               | 36                   |
| Разом    | 208     | 32                 | 128              | 48                   |